# 夢吉
梦吉（1736年—?），章佳氏，字獻徵，号鑑溪，满洲正蓝旗人，进士出身。选翰林院庶吉士、编修，官至山西乡试副考官，詹事府詹事，通政使。